# Igreja Paroquial de Vale de Santiago
A Igreja Paroquial de Vale de Santiago, igualmente denominada de Igreja de São Tiago ou Igreja de Santa Catarina, é um monumento religioso na aldeia de Vale de Santiago, no Município de Odemira, na região do Alentejo, em Portugal. 

## Descrição
O imóvel está situado no Largo da Igreja, em Vale de Santiago. Integra-se principalmente no estilo barroco, tendo sido fortemente influenciado pela corrente chã do século XVII.
A igreja apresenta uma planta escalonada de forma longitudinal, formada pela nave, a capela-mor e o trono, uma sacristia, um baptistério, uma torre sineira, e outras dependências. As coberturas são diferenciadas, com telhado de duas águas na nave. A fachada principal está virada para ocidente, e termina numa empena polilobada coroada por uma cruz de ferro. O portal principal é em cantaria e tem verga recta, sendo encimado por um janelão, igualmente de verga recta com moldura de cantaria. A torre sineira está situada à esquerda, e apresenta dois registos, sendo o de cima ladeado por pilastras e rasgado por olhais de volta perfeita, possuindo na fachada principal um mostrador de relógio. É rematada por um domo de configuração escalonada, com uma cruz de ferro no topo, e urnas nos cantos. Na fachada Sul da igreja encontra-se o portal lateral, de verga recta e moldura em cantaria, que apresenta a data de 1769 e a cruz da Ordem de Santiago.
Possui um só nave, com cobertura em abóbada de berço, de três tramos separados por arcos. No lado do Evangelho encontra-se uma abertura com arco de volta perfeita que dá ao acesso ao baptistério, um púlpito com bacia de cantaria e caixa em madeira, e um altar lateral com um retábulo decorado a talha dourada e polícroma. No lado oposto situa-se o portal lateral, seguindo de uma pia de água benta, e depois um altar lateral, semelhante ao que lhe fica em frente. A capela-mor está separada da nave por um arco triunfal de volta perfeita sobre pilastras, com mísulas. A capela-mor também tem uma abóbada de berço, possuindo de um lado a porta para a sacristia, enquanto que do outro encontra-se uma janela, sendo ambos rematados por uma tribuna com guarda de madeira vazada. O retábulo está decorado com talha dourada e polícroma, e possui camarim e trono, ostentando no topo uma cartela com a cruz da Ordem de Santiago.  Na sacristia destaca-se o arcaz e um lavabo em cantaria.

## História
O monumento foi construído no século XVIII, sendo um exemplo do programa de remodelação de igrejas paroquiais encetado na primeira metade da centúria pela Ordem de Santiago, e que foi impulsionado pela Mesa da Consciência e Ordens. Em 1755 foi muito atingida pelo sismo, e em 1769 foi alvo de trabalhos de reconstrução, cujo principal vestígio é a empena na fachada principal. Em 1940 a Paróquia de Vale de Santiago realizou grandes obras de remodelação no interior e nos telhados, tendo sido sobreelevada a cobertura, instalado um coro-alto, anexos e um guarda-vento, e restaurados os retábulos.